# Chasmocarcinus chacei
Chasmocarcinus chacei är en kräftdjursart som beskrevs av Felder och Rabalais 1986. Chasmocarcinus chacei ingår i släktet Chasmocarcinus och familjen Goneplacidae. Inga underarter finns listade i Catalogue of Life.